# Lacie Heart

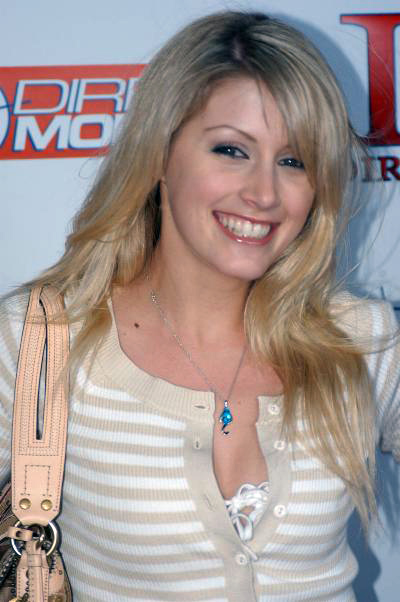
Lacie Heart, 2007

Lacie Heart (bürgerlich Brittany Rosenthal, * 22. August 1986 in Santa Barbara, Kalifornien) ist eine US-amerikanische Pornodarstellerin, Schauspielerin und Model. 

## Karriere
Lacie Heart begann ihre Karriere im Jahr 2005. In diesem Jahr kam sie in das Finale der Casting-Show Jenna’s American Sex Star. Im Januar 2006 unterschrieb sie einen Exklusivvertrag bei Vivid und wurde offiziell zum Vivid Girl. Sie drehte insgesamt neun Filme für das Unternehmen. Später unterschrieb sie einen Exklusivvertrag bei Digital Playground. Sie hat in 79 Filmen mitgespielt. 2009 erschien ihr bislang letzter Film.
Heart war auch in anderen Fernsehproduktionen zu sehen z. B. The Erotic Traveler, Sex Games Vegas, sowie dem Fernsehfilm Naked Secrets. Sie hatte Rollen in College Invasion, Tug Jobs und Jack’s Playground.
Sie wurde dreimal für den AVN Award nominiert.

## Filmografie (Auswahl)
- 2006: College Invasion 10
- 2006: Big Mouthfuls 10
- 2006: Tug Jobs 8
- 2007 & 2008: Jack’s Teen America 17 & 21
- 2007: Jack’s POV 7
- 2007: The Girl from B.I.K.I.N.I.
- 2008: Jack’s Playground 38
- 2009: Virtual Sex with Lacie Heart

## Auszeichnungen & Nominierungen
- 2007: AVN-Award-Nominierung – Best New Starlet
- 2007: AVN-Award-Nominierung – Best Oral Sex Scene, Video – Roughed Up mit Anton Michael
- 2008: AVN-Award-Nominierung – Best Three-way Sex Scene – Bad Bad Blondes (mit Sunny Lane and Derrick Pierce)